# Hidroksokobalamin
Hidroksokobalamin (OHCbl, B12a) je prirodna forma, ili provitamin vitamina B12. On je član kobalaminske familije jedinjenja. Hidroksokobalamin je forma vitamina B12 koju proizvode mnoge bakterije, što se koristi u industrijskoj proizvodnji. Slično drugim formama vitamina B12, hidroksokobalamin ima intezivnu crvenu boju. On nije forma koja se normalno nalazi u ljudskm telu, ali ga telo lako konvertuje u upotrebljivu koenzimsku formu vitamina B12. Farmaceutski se hidroksikobalamin obično proizvodi kao sterilni injektivni rastvor i koristi se za tretman deficijencije vitamina, a takođe se (zbog njegovog afiniteta za cijanidni jon) koristi kao tretman za cijanidno trovanja.
Vitamin B12 je termin koji se odnosi na grupu jedinjenja zvanih kobalamini koji su dostupni u ljudskom telu u mnoštvu uglavnom međusobno pretvorivih form. Zajedno sa folnom kiselinom, kobalamini su esencijalni kofaktori koji su neophodni za sintezu DNK u ćelijama tokom replikacije hromozoma. Kao kofaktori, kobalamini su esencijalni za dve ćelijske reakcije: (1) mitohondrijsku metilmalonilkoenzim A mutazom posredovanu konverziju metilmalonske kiseline (MMA) u sukcinat, kojom se povezuju lipidni i ugljeno hidratni metabolizam, i (2) aktivaciju metionin sintaze, što je korak koji određuje brzinu sinteze metionina iz homocisteina i 5-metiltetrahidrofolata.

## Spoljašnje veze
- [https://web.archive.org/web/20121110134612/http://www.ebi.ac.uk/chebi/searchId.do?chebiId=27786

|  | Molimo Vas, obratite pažnju na važno upozorenje u vezi sa temama iz oblasti medicine (zdravlja). |